# Coaș (gmina)
Coaș – gmina w Rumunii, w okręgu Marmarosz. Obejmuje miejscowości Coaș i Întrerâuri. W 2011 roku liczyła 1402 mieszkańców.